# Список об'єктів Світової спадщини ЮНЕСКО в Еквадорі
У списку об'єктів Світової спадщини ЮНЕСКО в Еквадорі налічується 5 найменуваннь (станом на 2014 рік).
Кольорами у списку позначено:
Об'єкти розташовані в порядку їх додавання до списку Світової спадщини. Якщо об'єкти додані на одній сесії Комітету Світової спадщини ЮНЕСКО, то розташовуються за номерами.
| № | Зображення | Назва | Місцеположення                                                       | Час створення          | Час внесення до списку | №                                                  | Критерії         |
| - | ---------- | --- | -------------------------------------------------------------------- | ---------------------- | ---------------------- | -------------------------------------------------- | ---------------- |
| 1 |            | Галапагоські острови | Тихий океан                                                          | —                      | 1978                   | 1 [Архівовано 24 грудня 2018 у Wayback Machine.]   | vii, viii, ix, x |
| 2 |            | Місто Кіто | місто Кіто                                                           | I тисячоліття до н. е. | 1978                   | 2 [Архівовано 3 вересня 2019 у Wayback Machine.]   | ii, iv           |
| 3 |            | Національний парк Санґай | провінції Морона-Сантьяго, Чимборасо і Тунґурауа                     | 1979                   | 1983                   | 260 [Архівовано 24 грудня 2018 у Wayback Machine.] | vii, viii, ix, x |
| 4 |            | Історичний центр міста Куенка | місто Куенка                                                         | 1557                   | 1999                   | 863 [Архівовано 24 грудня 2018 у Wayback Machine.] | ii, iv, v        |
| 5 |            | Кхапак-Ньян, Андська система доріг (англ. Qhapaq Ñan, Andean Road System) * Пулькас — Троя А * Пулькас — Троя Б * Маріскаль Сукре — Ель Тамбо * Ла-Пас — Ущелина Тупала * Лома Вірхен – Чікіто * Хуан Монтальво – Кабуяль * Піман – Каранкі * Кампана-Пукара – Кітолома * Нагсіче - Пансалео * Ачупаллас - Інгапірка * Пальканьян-Гранде — Пальканьян-Чіко * Ель-Тамбо — Онорато Васкес * Серро де Кохітамбо (Лома Курікінга) - Румурко * Пачамама — Льякао * Ллав'юко * Мамамаг * Паредонес * Ієрба-Буена — Сан-Антоніо * Санта-Марта — Ботія-Пакі * Карагшільйо — Каньяро — Тункарта * Оньякапа — Лома-де-Пайла (Ла-Зарса) * Сьюдадела — Вінояко-Гранде * Кебрада Уатучі — Пласа-дель-Інка — Лас-Арадас * Джимбура — Зламаний міст * Сан-Хосе — Лламаканчі — Лас-Лімас | Еквадор (спільно з Аргентиною , Болівією , Колумбією , Перу , Чилі ) | XV століття            | 2014                   | 1459                                               | ii, iii, iv, vi  |